# Jacques Farran
Jacques Farran (Perpinyà, Rosselló, 19 de març de 1928 – Neuilly-sur-Seine, Alts del Sena, 3 d'octubre de 1999) fou un polític nord-català, antic diputat a l'Assemblea Nacional Francesa.

## Biografia
Militant de la Unió per a la Democràcia Francesa (UDF) i força proper a Jean-Paul Alduy, de 1977 a 1983 fou tinent d'alcalde de Perpinyà i conseller general pel cantó de Perpinyà-2 de 1973 a 1992.
A les eleccions legislatives franceses de 1986 i 1988 fou elegit diputat per la tercera circumscripció dels Pirineus Orientals. També fou president de la Cambra de Comerç i Indústria de Perpinyà de 1970 a 1990, però hagué de dimitir el 1991 quan fou inculpat en complicitat en un cas de robatori i falsedat en documents, així com de comprar-se un castell medieval amb cabals públics.